# Canthydrus ephemeralis
Canthydrus ephemeralis is een keversoort uit de familie diksprietwaterkevers (Noteridae). De wetenschappelijke naam van de soort werd in 2001 gepubliceerd door C.H.S. Watts.
De soort is ontdekt in het kustgebied van het Noordelijk Territorium en het noorden van West-Australië, waar ze voorkomt in kleine rivieren die alleen stromen in het regenseizoen.